# Општина Браешти (Бузау)
Браешти (рум. Brăeşti) општина је у Румунији у округу Бузау.
Oпштина се налази на надморској висини од 617 m.